# بوچری-سن-مارتین
بوچری-سن-مارتین (به فرانسوی: Beauchery-Saint-Martin) یک کمون (فرانسه) در فرانسه است که در سن-ا-مارن واقع شده‌است. بوچری-سن-مارتین ۲۷٫۹۶ کیلومتر مربع مساحت دارد.